# Levirat
Levirat predstavlja bračnu zajednicu, koju sklapa žena sa bratom svog preminulog supruga, sa kojim nije imala poroda. Kod nekih naroda na Istoku, levirat je bio institucija bračnoga prava, po kojoj se brat mora oženiti udovicom umrloga, ukoliko on nije imao dece, kako bi se zajamčio nastavak njegove loze.

## Literatura
1. ↑  Мишић, Милан, ур. (2005). Енциклопедија Британика. Л-М. Београд: Политика : Народна књига. стр. 19. ISBN 86-331-2116-6.